# مذبحة غورني فيليشيتشي
في 8 يوليو 1992 خلال حرب البوسنة والهرسك وحصار سراييفو قُتل ستة مدنيين من صرب البوسنة والهرسك في قرية غورني فيليشيتشي على مشارف المدينة. وكان جميع الضحايا من أفراد عائلة ريستوفيتش وقد قُتلوا بالرصاص أثناء تناولهم الغداء في منزلهم. قُتل في الهجوم بيتار ريستوفيتش وشقيقته بوسيليكا وأخوه أوبرين وأمه رادوسافا وأبناء عم ميلا ودانيلو. كان رادوسافا يبلغ من العمر 61 عام وقت إطلاق النار. كان دانيلو في الرابعة عشرة من عمره وبحسب ما ورد جاء إلى المنزل فقط لإحضار الخبز الطازج لأبناء عمومته. وزُعم أن المسلحين الذين كانوا يحملون أسلحة آلية كانوا يرتدون الزي الرسمي للرابطة الوطنية وهي وحدة شبه عسكرية بوسنية ويقال إنهم ابتعدوا في سيارة للشرطة البوسنية.
انتشرت أنباء عمليات القتل في سراييفو شفهيا. بعد يومين من الهجوم نشرت وسائل إعلام محلية بيان صادر عن وزارة الدفاع ومقر قيادة جيش جمهورية البوسنة والهرسك قالت فيه إن المجزرة ارتكبها ثلاثة أفراد لم يتم الكشف عن أسمائهم. وصرح الجنرال يوفان ديفياك وهو صربي يخدم في جيش جمهورية البوسنة والهرسك في وقت لاحق أن المسؤولين المحليين تعرفوا على المهاجمين في غضون ساعات من الهجوم. وفقا لديفياك منعت الشرطة التحقيق في المجزرة كما هو الحال في عدة حالات أخرى من أعمال العنف في زمن الحرب التي استهدفت السكان الصرب في سراييفو. غادر أفراد عائلة ريستوفيتش الباقون على قيد الحياة والذين عاش أفرادها في غورني فيليشيتشي لأكثر من 300 عام سراييفو بعد المذبحة ولم يعودوا أبدا. بحلول نهاية الحرب لم يبق في القرية أي صربي تقريبا. لم يتم التعرف على مرتكبي المجزرة أو مقاضاتهم علانية.